# La Erica
Pour les articles homonymes, voir Erica (homonymie).
La Erica est une localité de la paroisse civile de Juan Antonio Rodríguez Domínguez de la municipalité de Barinas dans l'État de Barinas au Venezuela.